# Homem com H
Homem com H é um filme brasileiro de drama biográfico, dirigido e roteirizado por Esmir Filho. O longa é produzido pela Paris Filmes em parceria com a Paris Entretenimento e estreou em 1.º de maio de 2025 nos cinemas. O filme é baseado no livro Ney Matogrosso: A biografia, escrito por Julio Maria, e retrata a trajetória do cantor Ney Matogrosso, destacando sua vida pessoal e carreira.
Estrelada por Jesuíta Barbosa, a trama retrata a história do cantor desde a juventude no interior até os dias que o definiram como um dos maiores artistas brasileiros da atualidade. Caroline Abras, Hermila Guedes, Bruno Montaleone, Rômulo Braga e Lara Tremouroux completam o elenco. O filme foi o encerramento do 27.º Festival de Cinema Brasileiro de Paris, tendo sua estreia mundial em 6 de maio de 2025.

## Enredo
O filme acompanha as diferentes fases da carreira do cantor Ney Matogrosso, desde sua infância, passando pela adolescência até a vida adulta. É uma jornada através do tempo que mostra um jovem de origem humilde que enfrenta preconceitos e se torna um dos artistas mais influentes da música brasileira.  O longa acompanha sua passagem marcante pelo grupo Secos & Molhados, onde ganhou projeção nacional, e segue com o início da carreira solo.

## Elenco
- Jesuíta Barbosa como  Ney de Souza Pereira/Ney Matogrosso
- Caroline Abras como Yara Neiva
- Hermila Guedes como Beíta
- Bruno Montaleone como Marco de Maria
- Rômulo Braga como Antônio
- Lara Tremouroux como Regina Matogrosso
- Danilo Grangheia como Eugênio Matogrosso
- Pedro Zurawski como Sd. Araújo
- Mauro Soares como João Ricardo
- Jullio Reis como Cazuza
- Jeff Lyrio como Gérson Conrad
- Bruno Parmera como Luizinho
- André Dale como Gonzaguinha

## Bilheteria
Em seu fim de semana de estreia, Homem com H atraiu mais de 160 mil espectadores aos cinemas, alcançando a terceira posição nas bilheteiras brasileiras no período, atrás de Thunderbolts* e Um Filme Minecraft, com uma arrecadação de R$ 3,6 milhões. Um mês depois, já tinha passado de 600 mil espectadores.

## Recepção da crítica

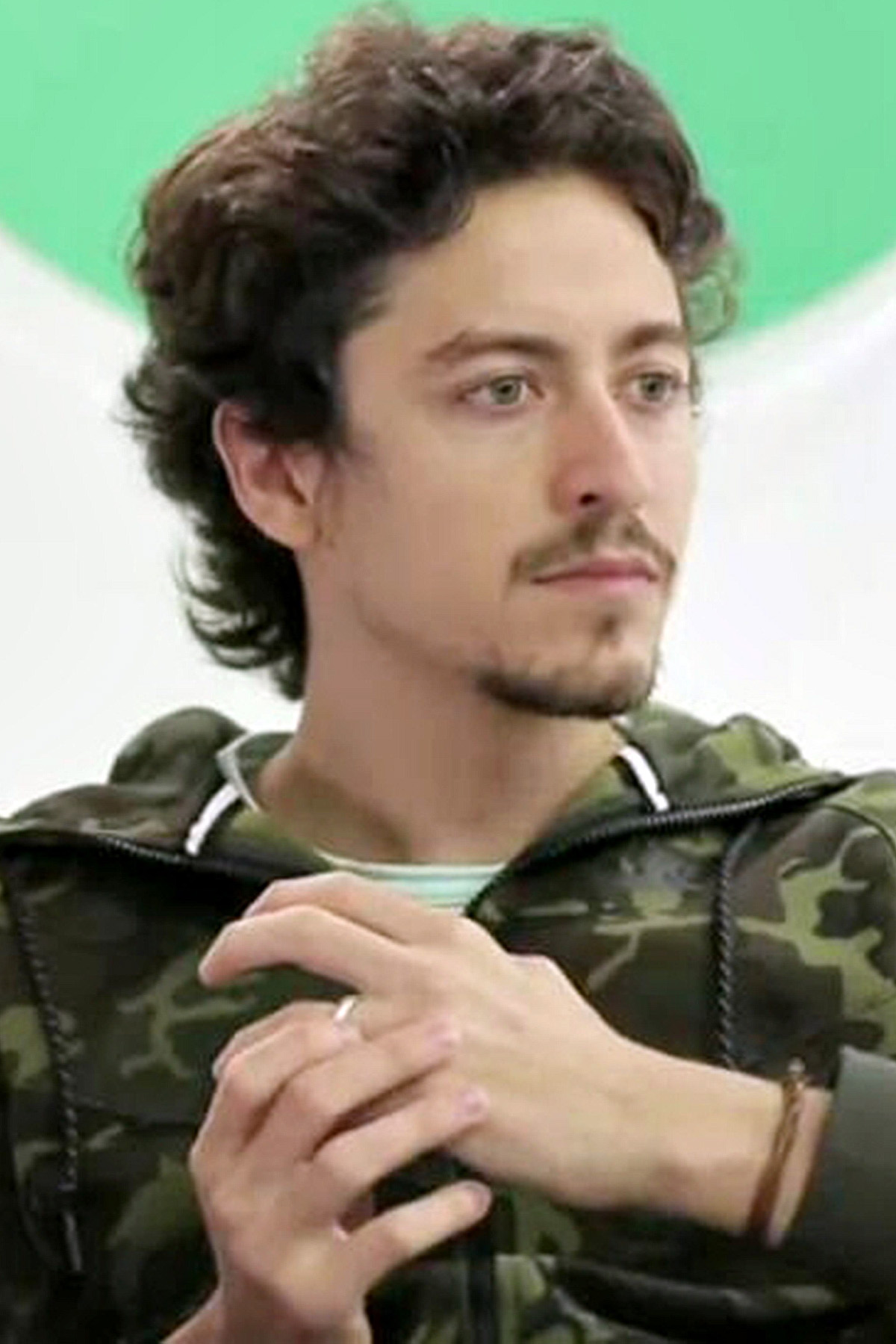
A atuação de Jesuíta Barbosa no filme foi amplamente elogiada pela crítica.

O filme tem recebido críticas positivas, destacando-se especialmente pela atuação de Jesuíta Barbosa — considerada impressionante e transformadora — e pela abordagem sensível da vida de Ney Matogrosso.
Caio Coletti, do site Omelete, afirmou que Homem com H transmite grande sensibilidade, sobretudo na maneira como o diretor e seu parceiro de fotografia, Azul Serra, registram as performances musicais. Jesuíta Barbosa se entrega de forma notável à tarefa de traduzir a fisicalidade de Ney, dentro e fora do palco, de um modo que não apenas o evoca de forma convincente, mas também expressa uma dramaturgia sólida dentro do contexto específico do filme. Embora peque por não saber a hora de encerrar, Homem com H ainda conta uma bela história.
Aline Pereira, do AdoroCinema, concedeu 4 de 5 estrelas ao longa, destacando o acabamento sofisticado dos figurinos, a caracterização dos personagens principais e a estética vibrante dos cenários. Ela também elogiou a trilha sonora “fantástica”, ressaltando que as músicas são inseridas “em momentos oportunos que não apenas indicam em que fase da carreira o protagonista se encontra, mas também expressam a profundidade de seus sentimentos — como, às vezes, só uma boa música é capaz de fazer”.
Bruno Ghetti, da Folha de S.Paulo, concedeu 4 de 5 estrelas ao filme e comentou: "Biografias musicais tendem a aprisionar a trajetória dos protagonistas em estruturas narrativas muito parecidas e desgastadas. O longa de Esmir Filho também segue uma base convencional, mas se distingue em diversos aspectos das 'biopics' mais corriqueiras. Tem mais vibração, escolhas estéticas menos óbvias e uma maior constância de ritmo. O filme pulsa." Ghetti também elogiou a atuação de Jesuíta Barbosa, afirmando que o ator "demonstra segurança, ímpeto e crença em sua capacidade".
Naum Giló, do jornal Metrópoles, destacou: "Homem com H poderia facilmente se arrastar — mas não o faz. A produção conta com a bênção e a participação direta do próprio Ney, o que garante a veracidade de cada capítulo contado. E talvez seja isso que torne o filme tão envolvente: tudo ali pulsa verdade, liberdade e resistência". O crítico também elogiou a atuação de Jesuíta Barbosa, afirmando que ele entrega uma performance segura, que vai além da semelhança física: "Capta trejeitos, expressões e, sobretudo, o espírito indomado de Ney".
Marcelo Janot, do jornal O Globo, escreveu: "Bastam 30 segundos de qualquer imagem de arquivo de Ney Matogrosso no palco para cristalizar a percepção que ele deixou no imaginário coletivo nas últimas décadas. Reproduzi-lo ficcionalmente sem cair na caricatura seria, portanto, um desafio e tanto — e é aí que entra Jesuíta Barbosa. Sua interpretação antológica e comovente não encontra paralelos nas cinebiografias de músicos brasileiros. A intensidade com que se expressa, tanto com o corpo quanto com o olhar, é um convite irresistível a mergulharmos na alma do homem que move o artista". Janot ainda destaca que, embora Jesuíta não se arrisque a cantar, a decisão de manter as músicas na voz original — e inimitável — de Ney foi uma escolha acertada do diretor, permitindo que a genialidade do intérprete falasse por si só.